# محمد حرزان
محمد محسن حرزان (مواليد 12 يناير 1989) هو لاعب كرة قدم سعودي يلعب حاليًا في نادي أحد.

## مسيرة اللاعب
لعب سابقاً لأندية الصقور والوطني و انتقل إلى نادي أحد في عام 2016 و انتقل إلى نادي التعاون عام 2018 و أعير إلى نادي الحزم مطلع عام 2019 و انتقل إلى نادي ضمك مطلع عام 2020 و إنتقل إلى نادي الطائي في صيف 2021 وانتقل إلى نادي أحد في عام 2023 وأعير إلى نادي نيوم مطلع عام 2024.

## روابط خارجية
- محمد حرزان على موقع قاعدة بيانات كرة القدم.إي يو (الإنجليزية)
- محمد حرزان على موقع Soccerway.com (الإنجليزية)
- محمد حرزان على موقع كووورة